# Juan Zambudio Velasco
Juan Zambudio Velasco, més conegut com a Velasco, (La Alquería, Jumilla, 14 de novembre de 1922 - Igualada, 21 de gener de 2004), fou un porter de futbol murcià que desenvolupà gran part de la seva carrera al Futbol Club Barcelona.

## Biografia
Després dels seus inicis futbolístics al CF Mollet, l'any 1942 fitxà pel FC Barcelona, on defensaria la seva porteria fins al 1954, aconseguint diversos títols com 5 Lligues, 3 Copes del Generalíssim, 3 Copes Eva Duarte i 2 Copes Llatines. En el pla personal, la temporada 1947/48 guanyà el Trofeu Zamora com a porter menys golejat de la categoria.
Una lesió ocular l'apartà de la titularitat blaugrana i, un cop recuperat, no aconseguí recuperar el lloc, defensat aleshores ja per Antoni Ramallets, de manera que el 1954 decidí fitxar pel CE Sabadell FC, on es retirà un any més tard i on posteriorment en fou entrenador.
Mai arribà a debutar amb la selecció espanyola, si bé si que disputà en una ocasió un partit amb la Selecció B.

## Clubs
- CF Mollet: 1940-1942[2]
- FC Barcelona: 1942-1955[2]
- CE Sabadell: 1955-1956[2]

## Palmarès

### Campionats estatals
- 5 Lligues espanyoles: 1944/45, 1947/48, 1948/49, 1951/52 i 1952/53 (FC Barcelona)
- 3 Copes del Generalíssim: 1951, 1952 i 1953 (FC Barcelona)
- 3 Copes Eva Duarte: 1949, 1952 i 1953 (FC Barcelona)

### Campionats internacionals
- 2 Copes Llatines: 1949 i 1952 (FC Barcelona)

### Títols individuals
- 1 Trofeu Zamora: 1947/48 (FC Barcelona)